# Gillian Tans
Gillian Tans (Apeldoorn, 2 de agosto de 1970) es una empresaria holandesa, que fue CEO de Booking.com  desde abril de 2016 hasta junio de 2019. Fue responsable de la estrategia global y de operaciones de Booking.com, incluyendo la administración de todas las unidades empresariales dentro de la organización. Durante su mandato, Booking.com se expandió a más de 10.000 personas empleadas en 174 oficinas en todo el mundo y realiza ventas y operaciones en 22 países y territorio.

## Trayectoria
Se graduó de la Escuela de Administración Hotelera en Middelburg, Holanda. Habla inglés, holandés, alemán y francés. Tans comenzó su carrera en Hershey Entertainment and Resorts en Hershey, Pensilvania (Estados Unidos).
Antes de unirse a Booking.com, Tans pasó cuatro años con el grupo hotelero internacional Golden Tulip Worldwide, donde desempeñó cargos como Gerenta de Producto, Gerenta de Marketing y Directora de Ventas. También trabajó para InterContinental Hotels Group y con varios hoteles independientes.
Cuando Tans se unió a Booking.com en 2002, la compañía tenía una pequeña huella en Ámsterdam, y finalmente abrió una segunda oficina en Barcelona. Ella declaró: "En el pasado, a menudo visitaba Barcelona y Berlín, ya que nuestra primera oficina fuera de la sede de Ámsterdam estaba en Barcelona. Aquí todo nuestro equipo trabajó en un edificio de departamentos. De hecho, organicé un dormitorio dentro de la oficina, ya que todavía estábamos inscribiendo socios para venderlos a través Booking.com, de forma que estábamos muy pendientes de lo que gastábamos. Visité esta oficina una semana de cada mes para iniciar nuestro negocio en España.”
Anteriormente a convertirse en CEO de Booking.com en abril de 2016, Tans ocupó otros puestos en Booking.com, como Presidenta y Directora de Operaciones, cargo en el que estuvo desde 2011, así como otros puestos en los departamentos de Global Sales, Operations, IT, Content y Customer Care de Booking.com. Durante su mandato, Booking.com avanzó en sus operaciones y ventas en más de 224 países y territorios.
Durante su mandato, Booking.com se ha expandido a más de 10.000 personas empleadas en 174 oficinas en todo el mundo.
La organización Inspiring Fifty incluyó a Tans en su lista de "Las 50 mujeres más inspiradoras en la tecnología holandesa." Y en 2018, la revista Forbes la incluyó en su lista mundial de "Las 100 mentes más creativas en los negocios", siendo además la primera mujer de dicho ranking.